# Euphoresia ugandana
Euphoresia ugandana är en skalbaggsart som beskrevs av Hermann Julius Kolbe 1913. Euphoresia ugandana ingår i släktet Euphoresia och familjen Melolonthidae. Inga underarter finns listade i Catalogue of Life.